# Процесс Оппенгеймера — Филлипс
Процесс Оппенгеймера-Филлипс или реакция отрыва заряда — тип ядерной реакции под действием дейтрона. В этом процессе нейтронная часть дейтрона (стабильного изотопа водорода с одним протоном и одним нейтроном) сливается с ядром-мишенью, превращает мишень в более тяжелый изотоп и отбрасывает протон. Пример — ядерная трансмутация углерода-12 в углерод-13.
Ядерное взаимодействие в этом процессе происходит при более низких энергиях, чем можно было бы ожидать из простого расчета кулоновского барьера между дейтроном и ядром-мишенью. Когда дейтрон приближается к положительно заряженному ядру-мишени, его заряд поляризуется, причем «конец протона» обращен от мишени, а «конец нейтрона» обращен к мишени. Когда энергия связи нейтрона и ядра-мишени превышает энергию связи внутри самого дейтрона, происходит синтез. Протон, ранее находившийся в дейтроне, затем отталкивается от нового, более тяжелого ядра.

## История
В 1935 году Роберт Оппенгеймер и Мельба Филлипс опубликовали объяснение этого эффекта. Они анализировали эксперименты с циклотроном в Беркли. Эти эксперименты показали, что некоторые элементы становятся радиоактивными при бомбардировке дейтронами.

## Механизм
Во время процесса Оппенгеймера-Филлипс положительный заряд дейтрона пространственно поляризован и собирается преимущественно на одном конце распределения плотности дейтрона, на «конце протона». Дейтрон приближается к ядру-мишени, и положительный заряд отталкивается электростатическим полем до тех пор, пока — предполагая, что энергии бомбардирующей частицы недостаточно для преодоления барьера, — «конец протона» не приблизится на минимальное расстояние, максимально преодолев кулоновский барьер. Если «нейтронный конец» находится достаточно близко и сильное взаимодействие, которое действует только на очень коротких расстояниях, превосходит электростатическую силу отталкивания на «протонном конце», может начаться синтез нейтрона с ядром-мишенью. Реакция протекает следующим образом:
| 2 D | + | A X | → | 1 H | + | A+1 X |  |

В процессе Оппенгеймера-Филлипс нейтрон сливается с ядром-мишенью. Сила связи дейтрона притягивает «конец протона» ближе, чем мог бы приблизиться обычный протон, увеличивая потенциальную энергию положительного заряда. При захвате нейтрона протон отрывается от комплекса и отбрасывается. Протон в этот момент способен забрать больше кинетической энергии дейтрона, поскольку он подошел к ядру-мишени ближе, чем это возможно для обычного протона с той же энергией бомбардирующей частицы. В таких случаях трансмутированное ядро оказывается в таком энергетическом состоянии, как если бы оно слилось с нейтроном с отрицательной кинетической энергией. Существует верхняя граница того, с какой энергией может быть выброшен протон. Эта граница определяется основным состоянием дочернего ядра.